# Providence-Maler

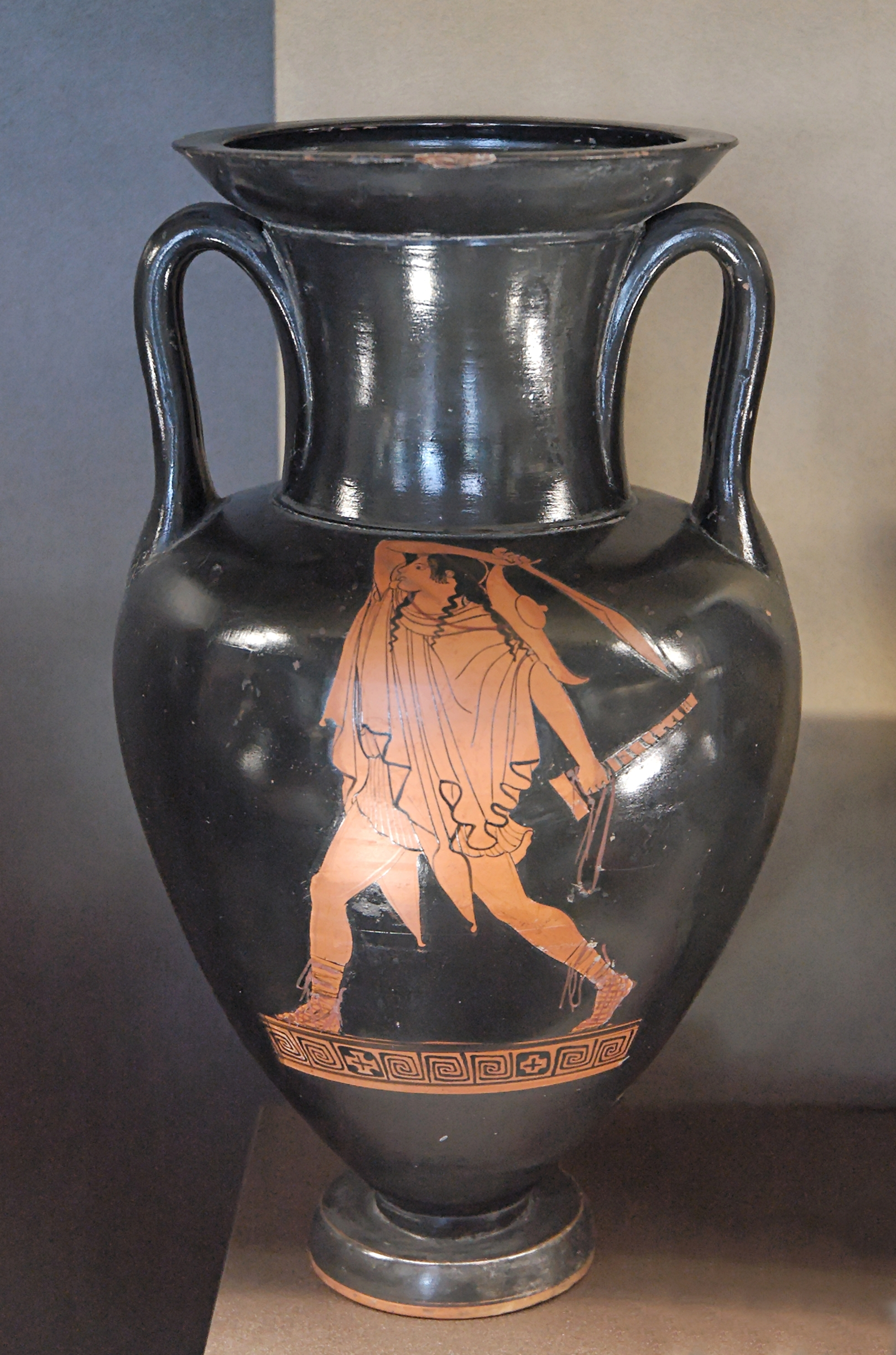
Ein junger Mann schwingt ein Schwert, Halsamphora, um 470 v. Chr.

Der Providence-Maler ist ein Maler des attisch-rotfigurigen Stils. Er wirkte um das Jahr 470 v. Chr.
Der Providence-Maler gilt als Schüler des Berliner Malers. Er gilt als sorgfältiger Künstler, der am Übergang zwischen archaischer und klassischer Kunst steht. Es fällt ihm schwer, archaische Gewohnheiten abzulegen. So legt er Wert auf archaische Anatomie- und Gewandschemata. Kleinere Geschichten erzählt er nur auf einigen größeren Gefäßen wie Stamnoi und Hydrien, wo er Göttergruppen und mythische Begebenheiten darstellt. Meist bemalt er jedoch kleinere Bildträger wie Nolanische Amphoren oder Lekythen. Ein bevorzugtes Motiv sind Frauen, die verfolgt werden. Es ist ein genereller Zug der von ihm dargestellten Frauen, in Eile zu sein. Details seiner Zeichnungen wie Augen, Ohrringe, Knöchel oder bestimmte Pflanzenornamente erinnern an den Berliner Maler. Auf mehreren Vasen findet sich die Lieblingsinschrift für einen Glaukon. Seinen Notnamen erhielt der Providence-Maler nach einer Vase (Namenvase), die sich in Providence befindet.